# Polskie Towarzystwo Badań nad Miażdżycą
Polskie Towarzystwo Badań nad Miażdżycą – polskie stowarzyszenie naukowe z siedzibą w Szczecinie, którego przedmiotem zainteresowania jest miażdżyca i profilaktyka przeciwmiażdżycowa.

## Historia
Pierwsze zebranie piętnastu członków założycieli towarzystwa odbyło się w Szczecinie 30 października 1992. Wybrano wówczas tymczasowy zarząd stowarzyszenia. Przewodniczącym zarządu wybrano prof. Marka Naruszewicza. 27 listopada 1992 towarzystwo zostało zarejestrowane przez sąd. Otwarte zebranie inaugurujące działalność podmiotu odbyło się 30 listopada 1992 w Świnoujściu. Powołano wtedy m.in. Komitet Naukowy. Pierwszy zjazd naukowy odbył się w maju 1993 w Kazimierzu Dolnym. Wybrano wówczas stałe władze. Przewodniczącym zarządu głównego został prof. Naruszewicz. W sierpniu 1993 towarzystwo zostało członkiem International Atherosclerosis Society.

## Cele
Celami statutowymi stowarzyszenia są: organizowanie krajowych i międzynarodowych zjazdów oraz sympozjów, organizowanie szkoleń podyplomowych i konferencji szkoleniowo-naukowych, promowanie czynnego udziału członków w międzynarodowych zjazdach i sympozjach, wydawanie kwartalnika Czynniki Ryzyka, dokonywanie rekrutacji nowych członków, nadawanie godności członków honorowych, popularyzowanie profilaktyki miażdżycy w mediach.

## Członkowie honorowi
Członkami honorowymi stowarzyszenia są profesorowie: Aldona Dębińska-Kieć, Zdzisława Kornacewicz-Jach, Hanna Wehr, Gerd Asmann (Niemcy), Mario Mancini (Włochy), Stefan Rywik, Jerzy Kuch, Marek Sznajderman, Wiktor Szostak, Włodzimierz Januszewicz, Daniel Steinberg (USA), Andrzej Szczeklik, Jacek Hawiger (USA), Rodolfo Paoletti (Włochy), Aleksander Michajlik, Daniel Pometa, Yechezkiel Stein (Izrael), Ryszard Gryglewski, Daria Haust (Kanada), Jean Davignon (Kanada).